# Liste der Kulturgüter in Gränichen
Die Liste der Kulturgüter in Gränichen enthält alle Objekte in der Gemeinde Gränichen im Kanton Aargau, die gemäss der Haager Konvention zum Schutz von Kulturgut bei bewaffneten Konflikten, dem Bundesgesetz vom 20. Juni 2014 über den Schutz der Kulturgüter bei bewaffneten Konflikten sowie der Verordnung vom 29. Oktober 2014 über den Schutz der Kulturgüter bei bewaffneten Konflikten unter Schutz stehen.
Objekte der Kategorien A und B sind vollständig in der Liste enthalten, Objekte der Kategorie C fehlen zurzeit (Stand: 1. Januar 2023). Unter übrige Baudenkmäler sind weitere geschützte Objekte zu finden, die in der Bau- und Nutzungsordnung der Gemeinde verzeichnet und nicht bereits in der Liste der Kulturgüter enthalten sind.

## Kulturgüter
| Foto |                                                                                        | Objekt                                                               | Kat. | Typ | Standort                          | Beschreibung |
| ---- | -------------------------------------------------------------------------------------- | -------------------------------------------------------------------- | ---- | --- | --------------------------------- | --- |
| ja   | Datei hochladen · Wikidata zu Reformierte Kirche (Q2136904)                            | Reformierte Kirche mit Umfassungsmauer und Vorzeichen KGS-Nr.: 00114 | A    | G   | Kirchweg 3.2 650137 / 245282      | 1661 bis 1663 erbautes spätgotisches Kirchengebäude, ersetzte einen Vorgängerbau von 1473. Rechteckiger Bau ohne Chor; Kirchturm an der nordwestlichen Schmalseite.  |
| ja   | Datei hochladen · Wikidata zu Untervogthaus (Q1427995)                                 | Untervogthaus KGS-Nr.: 00116                                         | A    | G   | Lochgasse 11 649751 / 245463      | 1674 im spätgotischen Stil erbautes Wohnhaus, früherer Sitz des Untervogts. Markanter Mauerbau mit Eckpfeilern und akzentreichen asymmetrischen Fassaden.            |
| ja   | Datei hochladen · Wikidata zu Schloss Liebegg (Q1757062)                               | Schloss Liebegg KGS-Nr.: 00115                                       | B    | G   | Liebegg 2–4 651324 / 243048       | 1561/62 im spätgotischen Stil erbautes Schloss, südlicher Teil im 19. Jahrhundert abgetragen. Ursprüngliche Höhenburg des 13. Jahrhunderts nicht erhalten geblieben. |
| ja   | Datei hochladen · Wikidata zu Evangelisch-reformiertes Pfarrhaus (Q29576138)           | Evangelisch-reformiertes Pfarrhaus KGS-Nr.: 15411                    | B    | G   | Kirchenbündten 30 650270 / 245475 | 1580 erbautes Pfarrhaus. Mauerbau unter Gerschilddach mit Ründen. |
| ja   | Datei hochladen · Wikidata zu Ehemaliges Beinhaus (Q29576136)                          | Ehemaliges Beinhaus KGS-Nr.: 15412                                   | B    | G   | Leerber 10a.1 650231 / 245471     | Beinhaus des 15. und 16. Jahrhunderts. Zweigeschossiger Mauerbau unter Satteldach mit Klebdach an der Nordostseite.                                                  |
| BW   | Datei hochladen · Wikidata zu Speicher beim Rütihof (Q29576144)                        | Speicher beim Rütihof KGS-Nr.: 15413                                 | B    | G   | Rütihof 53.1 649054 / 243100      | Ursprünglich strohgedeckter Getreidespeicher in Bohlenständerbauweise. 1992 unter Wiederverwendung der meisten Teile an den heutigen Standort versetzt.              |
| ja   | Datei hochladen · Wikidata zu Speicher bei der Landwirtschaftlichen Schule (Q29576141) | Speicher bei der Landwirtschaftlichen Schule KGS-Nr.: 15414          | B    | G   | Liebegg 11.3 651543 / 243089      | 1752 erbauter Getreidespeicher; zweigeschossiger Ständerbau unter spitzem Satteldach.                                                                                |

## Übrige Baudenkmäler
| ID           | Foto |                                                                                                  | Objekt                                                 | Typ | Standort                             | Beschreibung |
| ------------ | ---- | ------------------------------------------------------------------------------------------------ | ------------------------------------------------------ | --- | ------------------------------------ | ------------ |
| 8            | BW   | Datei hochladen                                                                                  | Speicher                                               | G   | Rütihof-Zelg 649054 / 243101         |              |
| 11/12, 14/15 | ja   | Datei hochladen                                                                                  | Wuhranlagen an der Wyna                                | G   | 651012 / 244271                      |              |
| 19           | ja   | Datei hochladen                                                                                  | Wasserwändi-Brücke                                     | G   | Schürbergstrasse 650889 / 244811     |              |
| 101          | ja   | Datei hochladen · Wikidata zu Chornhuus, ehemaliges Gemeindehaus mit Gemeindearchiv (Q106248420) | Chornhuus (ehemaliges Gemeindehaus mit Gemeindearchiv) | G   | Mitteldorfstrasse 20 649748 / 245579 |              |
| 102          | ja   | Datei hochladen                                                                                  | Dorfschulhaus                                          | G   | Mitteldorfstrasse 18 649720 / 245566 |              |
| 103          | ja   | Datei hochladen                                                                                  | Gasthof "Löwen"                                        | G   | Vorstadtstrasse 1 649658 / 245739    |              |
| 104          | BW   | Datei hochladen                                                                                  | Wasch- und Holzhaus mit Brunnen                        | G   | Kirchenbündten 650215 / 245406       |              |
| 105          | ja   | Datei hochladen                                                                                  | Wohnhaus                                               | G   | Kirchweg 3 650171 / 245248           |              |
| 106          | BW   | Datei hochladen                                                                                  | Hochstudhaus                                           | G   | Lochgasse 649736 / 245240            |              |
| 107          | ja   | Datei hochladen                                                                                  | Hochstudhaus                                           | G   | Hinterhagweg 9 650072 / 245354       |              |
| 108          | ja   | Datei hochladen                                                                                  | Löwenscheune                                           | G   | Unterdorfstrasse 2 649642 / 245755   |              |
| 109          | ja   | Datei hochladen                                                                                  | Hochstudhaus                                           | G   | Vorstadtstrasse 24 649919 / 246042   |              |
| 110          | ja   | Datei hochladen                                                                                  | Hochstudhaus                                           | G   | Hintere Gasse 12 649908 / 246370     |              |
| 111          | ja   | Datei hochladen                                                                                  | Hochstudhaus                                           | G   | Höhenweg 1 649941 / 246309           |              |
| 112          | BW   | Datei hochladen                                                                                  | Bauernhaus mit Gartenhäuschen                          | G   | Eifeldstrasse 15 650439 / 245469     |              |
| 113          | BW   | Datei hochladen                                                                                  | Hochstudhaus                                           | G   | Hochspüelstrasse 63 651147 / 245454  |              |
| 114          | BW   | Datei hochladen                                                                                  | Hochstudhaus                                           | G   | Hochspüelstrasse 56 651137 / 245407  |              |
| 115          | ja   | Datei hochladen                                                                                  | Bauernhaus                                             | G   | Unterdorfstrasse 5 649613 / 245747   |              |
| 116          |      | Datei hochladen                                                                                  | Speicher                                               | G   | Kirchenbündten                       |              |
| 117          | ja   | Datei hochladen                                                                                  | Wohnhaus zur Mühle                                     | G   | Burghalde 2 649691 / 245457          |              |
| 118          | BW   | Datei hochladen                                                                                  | Stöckli zum Mühlengebäude                              | G   | Burghalde 649714 / 245472            |              |
| 119          | BW   | Datei hochladen                                                                                  | Speicher                                               | G   | Oberdorfstrasse 1 650090 / 245409    |              |
| 120          | ja   | Datei hochladen                                                                                  | Speicher                                               | G   | Lochgasse 21 649722 / 245260         |              |
| 122          |      | Datei hochladen                                                                                  | Speicher                                               | G   | Mitteldorfstrasse                    |              |

Legende: Siehe Legende der Liste der Kulturgüter von nationaler und regionaler Bedeutung. Anstelle der KGS-Nummer wird als Objekt-Identifikator (ID) die Inventar- oder Gebäudenummer in der Bau- und Nutzungsordnung der Gemeinde verwendet.